# France au Concours Eurovision de la chanson 1984
La France a participé au Concours Eurovision de la chanson 1984 à Luxembourg. C'est la 27e participation de la France au Concours Eurovision de la chanson.
Le pays est représenté par Annick Thoumazeau et la chanson Autant d'amoureux que d'étoiles, sélectionnés via une finale nationale organisée par Antenne 2.

## Sélection
L'émission de la sélection nationale a lieu le 25 mars 1984 au Studio Gabriel à Paris et elle est présentée par Jean-Pierre Foucault et Catherine Ceylac,.
14 artistes (solo ou groupe) sont candidats. La chanson se qualifiant pour l'Eurovision 1984 est choisie au moyen d'un sondage effectué auprès d'un panel du public, mille personnes représentatives du public ayant été consultées par téléphone par la Sofres. 

### Finale nationale
| Ordre | Artiste            | Chanson                              | Points | Place |
| ----- | ------------------ | ------------------------------------ | ------ | ----- |
| 1     | Victoire           | On n'est pas rock, on n'est pas jazz | 66     | 6     |
| 2     | Muriel Laude       | Comme un automate                    | 16     | 13    |
| 3     | Christine Carrasco | Le Temps de la musique               | 179    | 2     |
| 4     | Pierre Azama       | Les Années claires                   | 48     | 8     |
| 5     | Jean-Claude Allora | Le Cœur dans les nuages              | 61     | 7     |
| 6     | Émilien            | Et je l'aimais                       | 144    | 3     |
| 7     | Euréka             | Fais-le, prends le temps de vivre    | 24     | 12    |
| 8     | Elia               | Eh musicien                          | 29     | 10    |
| 9     | Évelyne Sélès      | Quand la Terre était un jardin       | 45     | 9     |
| 10    | J.C.B.             | Parler d'amour                       | 16     | 13    |
| 11    | Arc-en-Ciel        | Ton étoile                           | 121    | 5     |
| 12    | Marise Bonnet      | Y-a-t-il un rêve                     | 26     | 11    |
| 13    | Annick Thoumazeau  | Autant d'amoureux que d'étoiles      | 206    | 1     |
| 14    | Laurence Saltiel   | Le Retour des bergers                | 132    | 4     |

Annick Thoumazeau est choisie comme représentante de la France avec la chanson  Autant d'amoureux que d'étoiles écrite par Charles Level  sur une musique de Vladimir Cosma. L'un des chanteurs du groupe Victoire (classé 6e) Roger Bens, participera l'année suivante à la sélection française en solo et sera choisi comme représentantant de la France à l'Eurovision 1985.

## À l'Eurovision

### Points attribués par la France
| 12 points | Belgique    |
| 10 points | Espagne     |
| 8 points  | Danemark    |
| 7 points  | Pays-Bas    |
| 6 points  | Suède       |
| 5 points  | Finlande    |
| 4 points  | Allemagne   |
| 3 points  | Irlande     |
| 2 points  | Yougoslavie |
| 1 point   | Chypre      |

### Points attribués à la France
| 12 points  | 10 points  | 8 points   | 7 points            | 6 points      |
| ---------- | ---------- | ---------- | ------------------- | ------------- |
| - Pays-Bas | - Belgique | - Autriche | - Italie - Portugal | - Royaume-Uni |
| 5 points   | 4 points   | 3 points   | 2 points            | 1 point       |
|            | - Suisse   | - Chypre   | - Norvège - Suède   |               |

Le 5 mai 1984 à Luxembourg, Annick Thoumazeau interprète Autant d'amoureux que d'étoiles en 3e position lors du concours après le Luxembourg et avant l'Espagne, sous la direction du chef d'orchestre François Rauber. Au terme du vote final, la France termine 8e sur 19 pays, obtenant 61 points.